# Annagasse
Die Annagasse ist eine Straße im 1. Wiener Gemeindebezirk Innere Stadt. Sie befindet sich zwischen der Kärntner Straße und der Seilerstätte und zählt zu den alten Barockstraßen Wiens.

## Geschichte
Die Annagasse wurde erstmals 1290 urkundlich erwähnt. Sie hieß damals nach einem alten Bürgergeschlecht Pippingerstraße. Eine fromme Wienerin räumte in der Zeit Friedrichs des Schönen ihr Haus für fromme Pilger ein, indem sie ein Spital und eine Kirche errichten ließ, die sie der heiligen Mutter Anna widmete.
1547 wurde die Gasse urkundlich als St. Annagasse erwähnt, 1701 erhielt sie schließlich ihren heutigen Namen. In den 1970er Jahren wurde im Zuge der Umgestaltung der Kärntner Straße auch die Annagasse zu einer Fußgängerzone umgebaut.
Neben der hier beschriebenen Annagasse gab es in den heute zu Wien zählenden ehemaligen Vorortgemeinden mehrere Straßenzüge, die ebenfalls Annagasse hießen und im Zuge deren Eingemeindung nach Wien umbenannt wurden. Es waren dies die heutige Goldeggasse in Wieden, die Mollardgasse in Gumpendorf, die Mauthnergasse am Althangrund, die Teichackergasse in Untermeidling, die Poschgasse in Breitensee, die Hellgasse in Ottakring, die Lacknergasse in Hernals, die Schumanngasse in Währing und die Würthgasse in Oberdöbling.

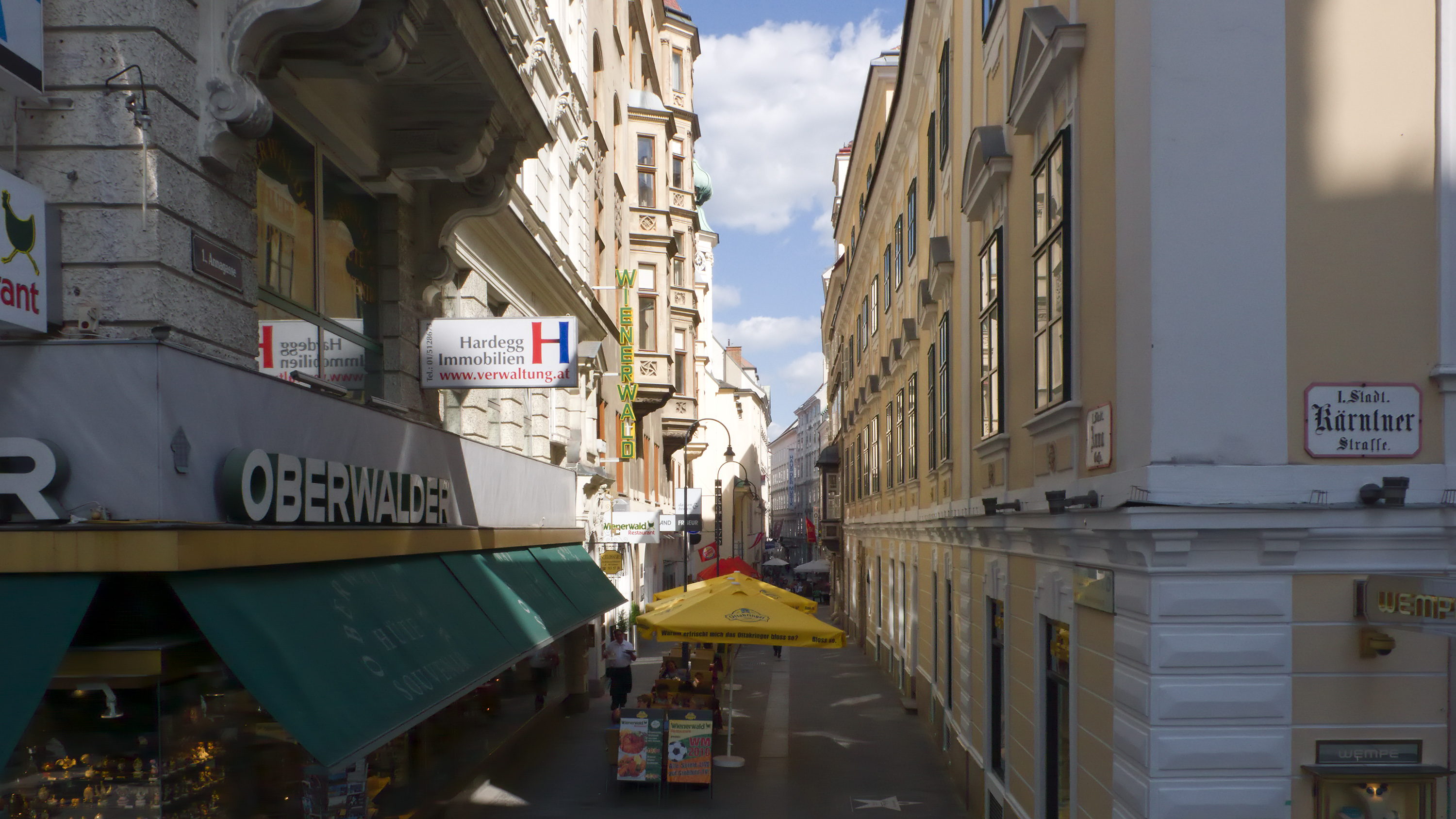
Der Beginn der Annagasse bei der Kärntner Straße

## Lage und Charakteristik
Bei der Annagasse handelt es sich um eine Seitenstraße der Kärntner Straße, die leicht gewunden und abfallend bis zur Seilerstätte reicht. Die Annagasse ist sehr schmal und wie die Kärntner Straße und der Beginn der weiterführenden Führichgasse Fußgängerzone. Sie wird aufgrund ihrer gefälligen Atmosphäre von zahlreichen Touristen frequentiert und beherbergt Geschäfte, Restaurants und Hotels.
Die Verbauung besteht aus drei- bis sechsgeschoßigen ehemaligen Bürgerhäusern und Stiftshöfen aus der Zeit vom 16. bis zum 19. Jahrhundert. Etwa in der Mitte der Gasse, an deren nördlicher Seite, befindet sich die namengebende St.-Anna-Kirche. Lediglich zu Beginn der Straße weichen zwei späthistoristische Wohnhäuser, die außerdem etwas von der Baulinie zurückversetzt sind, vom einheitlichen barocken Straßenbild der Annagasse ab, die weitgehend ihre mittelalterliche Struktur und Anlage bewahrt hat.
Alle Gebäude der Annagasse stehen unter Denkmalschutz.

## Gebäude

### Nr. 1 Ehemaliges Hardeggsches Stiftungshaus
Das ehemalige Stiftungshaus der Heinrich Graf Hardeggschen Doctoren Stiftung wurde im historistischen Stil 1888 von Carl Schumann erbaut. Es liegt auch an der Adresse Kärntner Straße 39.

### Nr. 2 Palais Grundemann/Esterházy
→ Hauptartikel Palais Esterházy
Das ehemalige Palais Esterházy stammt aus dem 3. Viertel des 17. Jahrhunderts und wurde im 20. Jahrhundert im Inneren verändert. Es beherbergt heute das Casino Cercle Wien und liegt an der Hauptadresse Kärntner Straße 41.

### Nr. 3–3a Ehemaliger St. Annahof
→ Hauptartikel St. Annahof

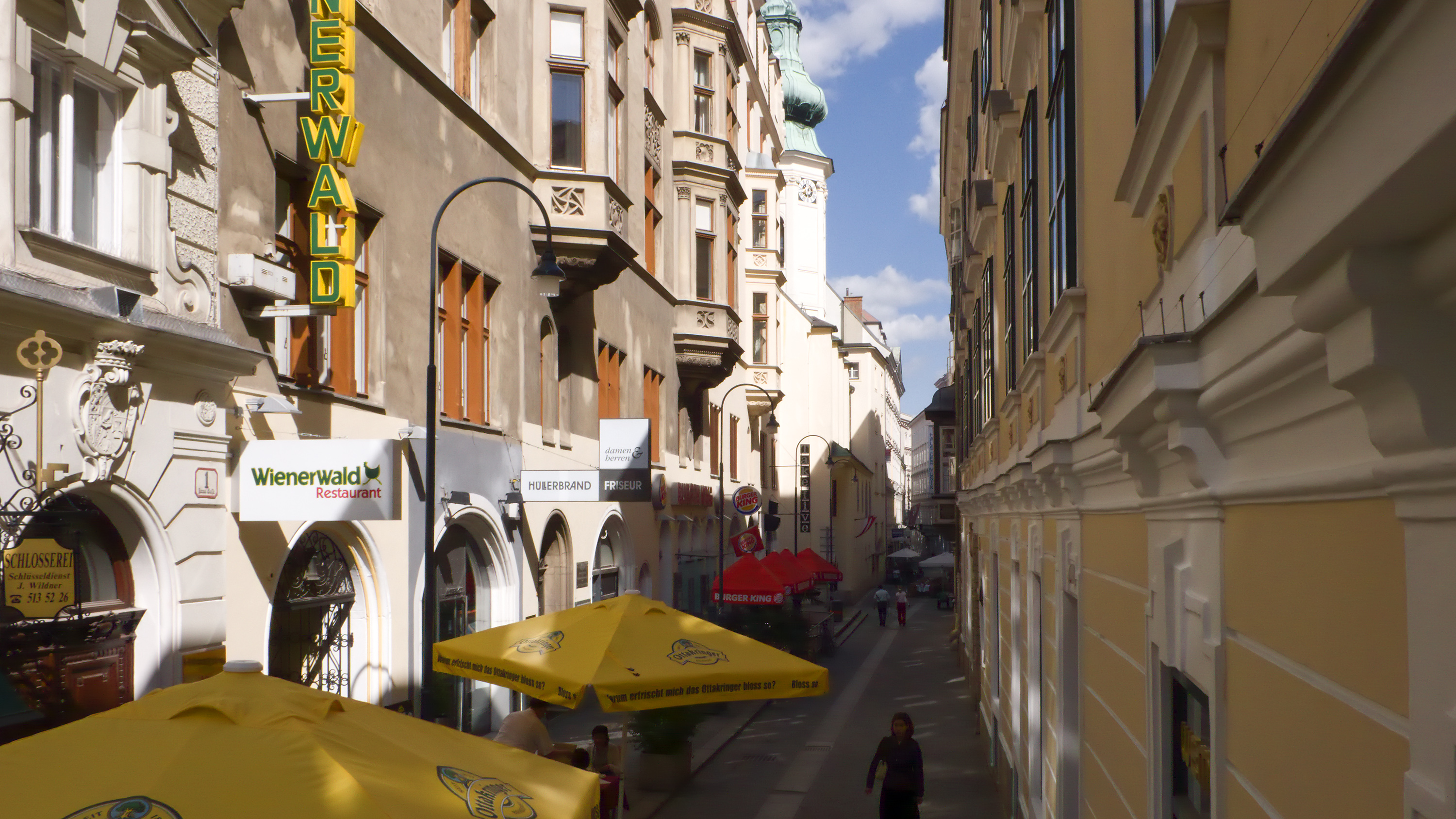
St. Annahof und Annakirche

Das heutige Gebäude wurde 1894 nach Plänen von Fellner und Helmer als Miethaus mit integriertem Revuetheater für Viktor Silberer errichtet. Da es im sogenannten Budapester Zinshaustyp konzipiert und durch Elemente aus Gotik und Renaissance gestaltet war, stellt es einen für Wien untypischen Bau des Historismus dar. Die Fassade wurde durch die Umgestaltung der hohen Erdgeschoßzone, die ursprünglich reich mit figuraler Malerei ausgestaltet war, erheblich verändert. Im Inneren befindet sich im Souterrain unter dem Hof ein ehemaliger Theatersaal. Das Geschäftslokal des Coiffeurs Hüllerbrand wurde 1994 von Gian Gastone Rosso gestaltet; hier befinden sich Wandvertäfelungen mit Intarsien aus 48 verschiedenen Hölzern, darunter der Paradiesgarten (1977) von Ernst Fuchs. Gedenktafeln an der Fassade erinnern an den Fußballspieler Matthias Sindelar (2008) und an die Gründung des Wiener Aero-Clubs im Jahr 1900 (2000).
Bemerkenswert ist die Geschichte des Standortes. Seit 1628 befand sich hier ein Jesuitenkloster, in dem im 18. Jahrhundert die Normalschule St. Anna untergebracht war. Sie wurde u. a. von Franz Schubert und Franz Grillparzer besucht. Ab 1786 war die Akademie der bildenden Künste Wien im sogenannten St.-Anna-Gebäude untergebracht. Zwischen 1840 und wahrscheinlich 1864 befand sich das Vergnügungslokal Neues Elysium hier. Im neuen Gebäude wurde 1894 das Revuetheater Tabarin integriert, ab 1910 das Max und Moritz Theater. Nach dessen Ende 1924 wurde die kurzlebige Robert-Stolz-Bühne eröffnet, danach bis 1933 das Theater der Komiker. Aus dem ehemaligen Tabarin wurde 1938 der Triumph-Tanzpalast, wo Horst Winter mit seinem Wiener Tanz Orchester spielte; 1955 gründete Fatty George hier Fatty's Jazz Casino. Bis 2004 war der ehemalige St. Annahof Standort mehrerer bekannter Tanzlokale und Diskotheken, wie der Tenne oder dem Monte. Bis 2014 befand sich im Erdgeschoß des Gebäudes mehr als 50 Jahre lang die Diskothek Take Five (ehemals Playboy-Club).

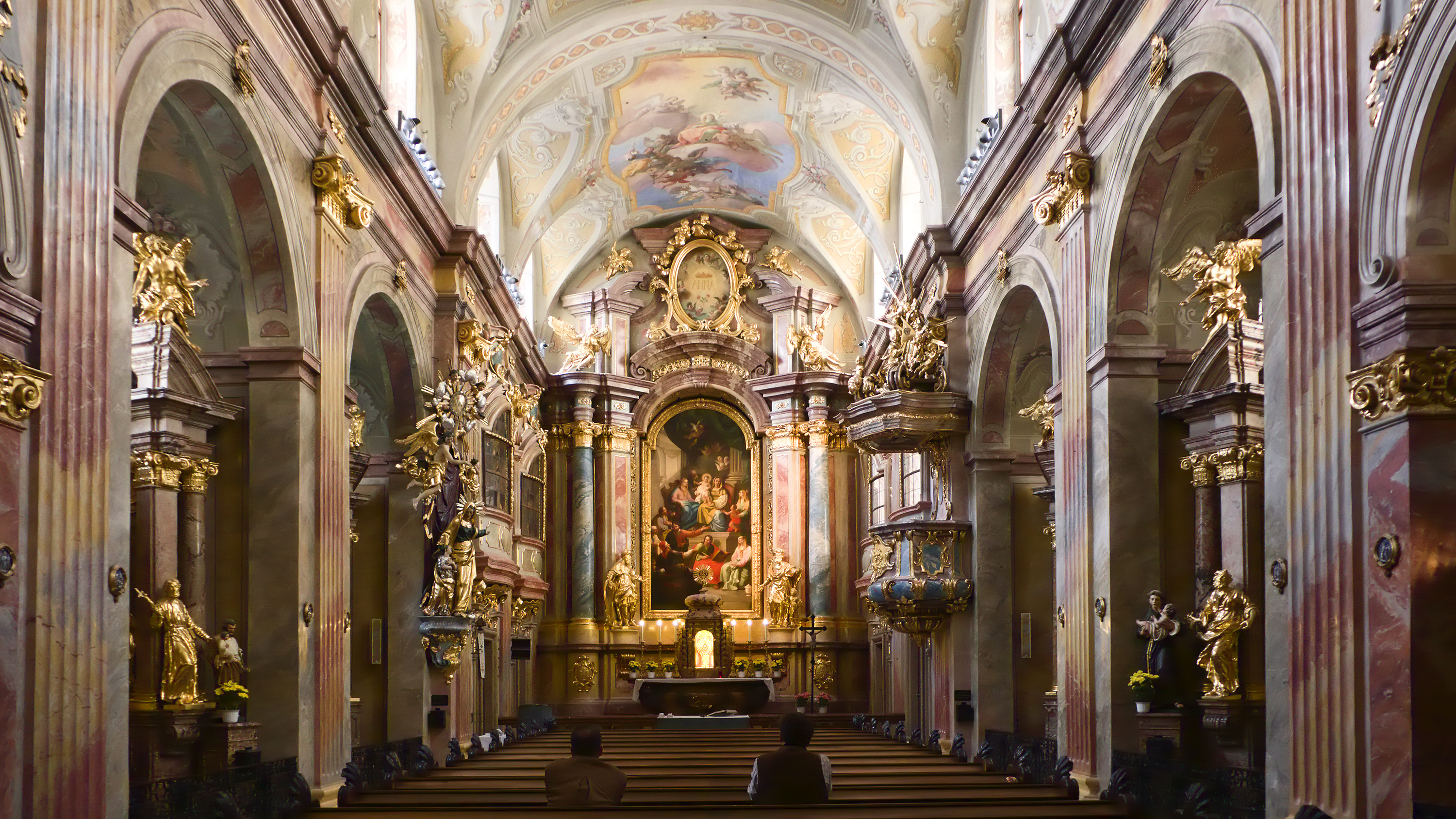
Das Innere der Annakirche

### Nr. 3b Annakirche
→ Hauptartikel St.-Anna-Kirche
Seit 1518 befand sich hier eine spätgotische Saalkirche, die 1532 dem Orden der Klarissen übergeben wurde. 1582 übernahmen die Jesuiten das Gebäude und barockisierten es 1629–1633. Im 18. Jahrhundert erhielt die Kirche ihr heutiges Aussehen, indem die bedeutende Annakapelle hinzugefügt und das Innere durch Daniel Gran spätbarock ausgestaltet wurde.
1897 kamen die Oblaten des hl. Franz von Sales an die Kirche, die sie bis heute betreuen. Östlich der Kirche schließt sich ein Klostergebäude an.
Die Annenkirche ist eine der bedeutendsten barocken Kirchen Wiens. Neben den Gemälden von Daniel Gran gilt die Figur der Anna selbdritt aus dem Umkreis von Veit Stoß in der Annakapelle als wichtigstes Kunstwerk der Kirche.

### Nr. 4 Kremsmünsterhof
Bereits 1372 ist ein Gebäude an diesem Standort urkundlich bezeugt. Der heutige Bau entstand um 1600, die wieder freigelegte Fassade stammt aus der Zeit um 1660–1680. 1601 gehörte das Haus gemeinsam mit Nr. 6 dem Stift Herzogenburg, 1628 ging es an den Konvent von Säusenstein und schließlich war es von 1675 bis 1976 im Besitz von Stift Kremsmünster. Im Kremsmünsterhof wohnte der Dirigent Franz Schalk.
Die Fassade zeigt ein gequadertes Erdgeschoß, Zwillingsfenster, gerade Fensterverdachungen und eine geometrische Putzfeldgliederung. Über dem Korbbogenportal erhebt sich ein Erker auf Volutenkonsolen. Der barocke Turmaufsatz könnte als Observatorium gedient haben. Die Durchfahrt zum Hof ist kreuzgratgewölbt und besitzt in einer Nische eine eingemauerte Statuette des hl. Christophorus aus dem 15. Jahrhundert.

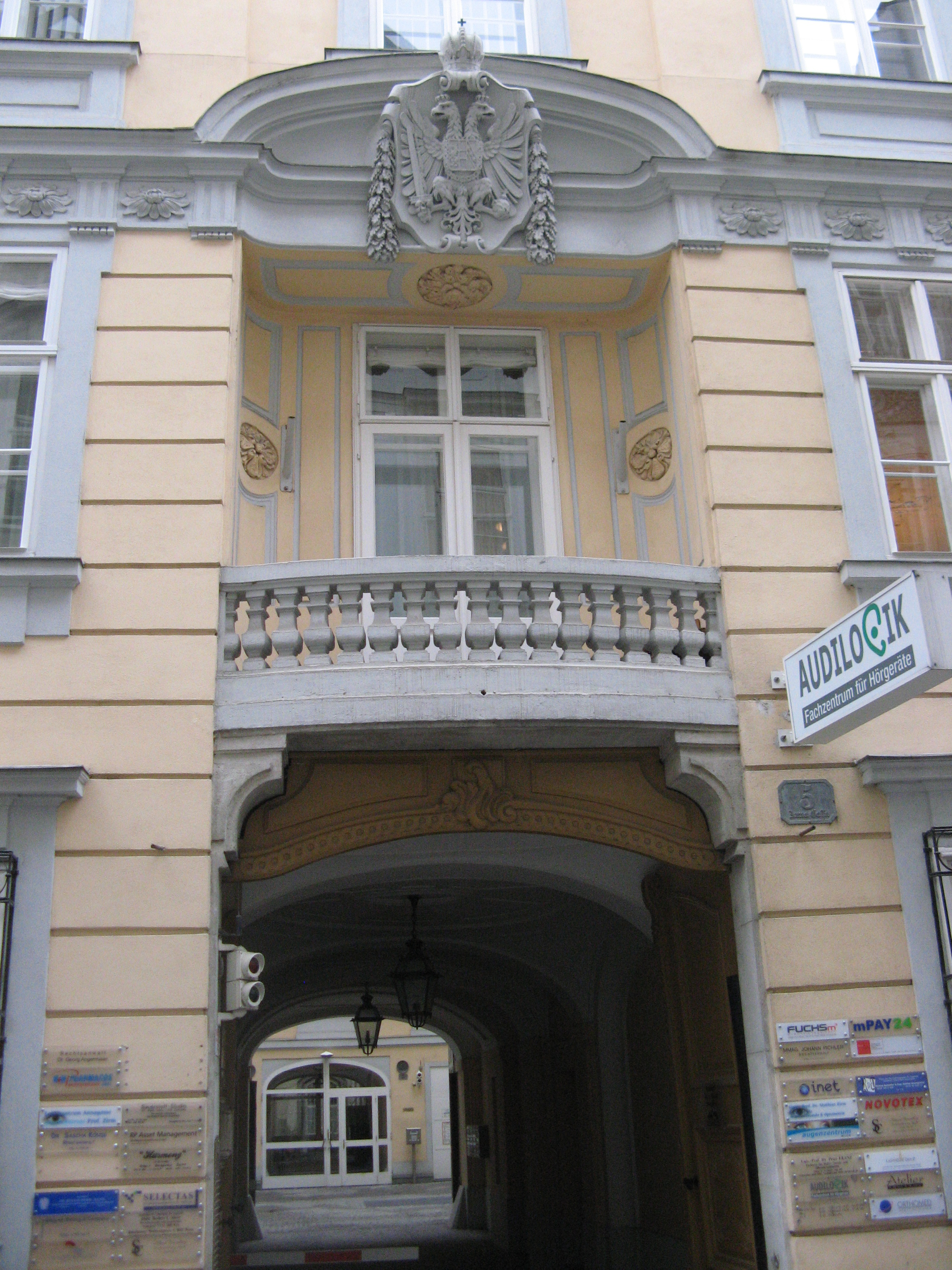
Portal und Balkon des Klein-Mariazellerhofes

### Nr. 5 Klein-Mariazellerhof
Der Bau bestand ursprünglich aus zwei Häusern, die 1405 bzw. um die Mitte des 15. Jahrhunderts urkundlich erwähnt werden. Archäologische Grabungen haben 1998 deren Ofen und Abfallgrube zu Tage gefördert. 1480 gehörten die beiden Häuser Hanns und Stephan von Hohenberg, welch letzterer sie 1482 vereinte und dem Kloster Klein-Mariazell schenkte. Der Bau wurde kontinuierlich erweitert und vergrößert und bildete ein Durchhaus mit der Johannesgasse Nr. 6. Daniel Christoph Dietrich baute den Teil an der Annagasse 1768 um. Nach Aufhebung von Kloster Klein-Mariazell 1782 wurde das Gebäude von Stift Kremsmünster verwaltet, ehe es 1798 vom Staat für den Religionsfonds übernommen wurde. Zwischen 1825 und 1871 befand sich im 4. Stock die Architekturschule der Akademie der bildenden Künste. Das um 1830 teilweise umgebaute Gebäude war bis 1982 Sitz des Rechnungshofes. In den Jahren 1999–2000 erfolgte eine Restaurierung und die Adaptierung als Wohn- und Bürohaus mit Tiefgarage und Lift.
Das fünfgeschoßige Gebäude um 2 Innenhöfe besitzt eine frühklassizistische Fassade von 1768. Auf dem seichten Mittelrisalit sieht man in dessen Giebelfeld ein Relief mit dem Auge Gottes im Strahlenkranz und Putten. Auffallend ist vor allem über einem Schulterbogenportal die Balkonnische mit ihrem skulptierten Doppeladler. Im 1976/77 bzw. Anfang der 1980er Jahre von Hermann Czech gestalteten Antiquariat Löcker & Wögenstein sind ehemalige barocke Portale und Fenster integriert. Im Inneren besitzen einzelne Räume Kreuzgratgewölbe, teilweise noch aus dem 17. Jahrhundert, sowie Rokoko-Stuckdecken. In der ehemaligen Kapelle im 1. Obergeschoß sind Putten und Abt-Insignien zu sehen. Der weitläufige zweigeschoßige Keller aus dem 17./18. Jahrhundert mit seinen Pfeilerhallen hat teilweise ältere Bausubstanz integriert.

### Nr. 6 Herzogenburgerhof
Das ehemalige Durchhaus zur Krugerstraße Nr. 7 wurde 1368 erstmals urkundlich erwähnt. 1601 gelangte es an Stift Herzogenburg und bildete bis 1628 eine Einheit mit Haus Nr. 4. Das heutige Gebäude stammt im Kern aus der Zeit um 1600, die Fassade wurde 1699–1702 von Christian Alexander Oedtl geschaffen.
Die Fassade ist durch Eckpilaster und Fensterachsen gegliedert, die Sockelzone gequadert. Das Rundbogenportal vom Anfang des 17. Jahrhunderts zeigt das Stiftswappen. Kreuzgratgewölbte Durchfahrten führen in 2 Höfe mit ehemals offenen Pawlatschen und gemalter Sonnenuhr. Im Inneren befinden sich einige Räume mit Stuck um 1700. Im Keller sind die Fundamente des mittelalterlichen Vorgängerbaues sichtbar.

### Nr. 7 Mailbergerhof

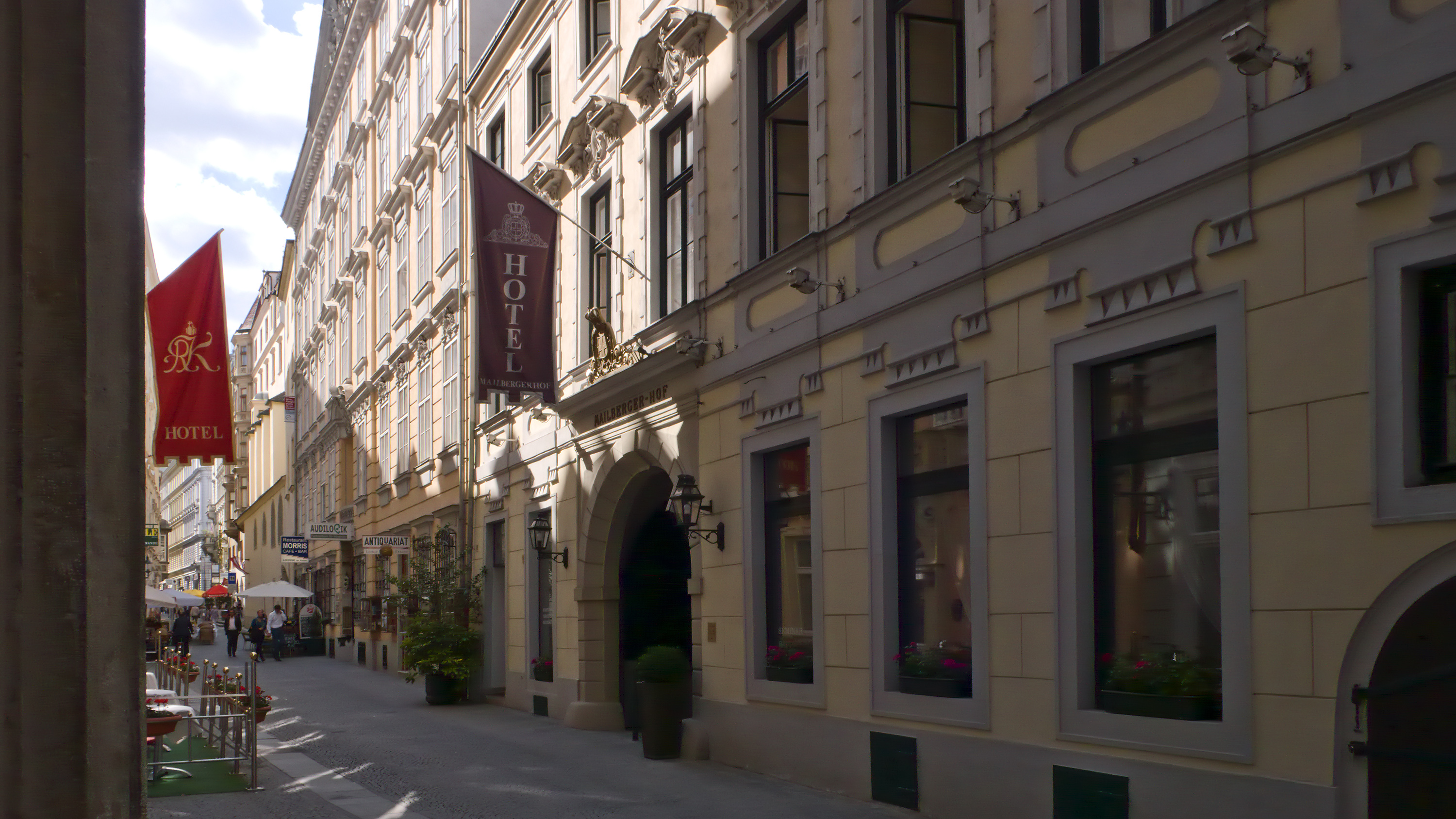
Hotel Mailbergerhof

Der drei- bis viergeschoßige Bau stammt aus der 2. Hälfte des 16. Jahrhunderts, die Fassade vom Anfang des 18. Jahrhunderts. 1482 wird erstmals ein Gebäude hier erwähnt. Im 17. Jahrhundert gehörte es Kardinal Leopold Karl von Kollonitsch, der hier während der Zweiten Türkenbelagerung wohnte, ab 1775 und wieder seit 1962 ist es im Besitz des Malteser Ritterordens. 1975 wurde es zum Hotel umgebaut.
Das Äußere des Erdgeschoßes besitzt eine Putzquaderung, die Fenster im 1. Obergeschoß fallen durch kräftige plastische Segmentbogengiebelverdachungen mit Masken- und Muscheldekor auf. Das Rundbogenportal besitzt einen geraden Sturz mit dem Wappen des Malteserordens, auch das Türblatt aus dem 18. Jahrhundert zeigt ein Malteserkreuz. Daneben ist ein kleineres Rundbogenportal mit Kellertreppe aus dem 16. Jahrhundert erhalten. Die Rund- und Segmentbogenöffnungen im Hof wurden verglast, im Süden des Hofes befindet sich ein ehemaliger Abortturm aus der 2. Hälfte des 19. Jahrhunderts. Im Inneren des Erdgeschoßes finden sich Kreuzgrat- und Stichkappengewölbe. Im Keller zeichnen sich mit unterschiedlichen Niveaus die mittelalterlichen Vorgängerbauten ab.

### Nr. 8 Täuberl-/Deyberlhof
Der fünf- bis sechsgeschoßige Bau mit Hof und Hinterhaus wurde um 1730 wahrscheinlich von Johann Lucas von Hildebrandt entworfen und von Leopold Giessl erbaut. 1789 erfolgte ein Umbau durch Andreas Zach. Die Renovierung durch Hans Petermair 1935–1937 ergänzte Türblätter und Beschläge in barocken Formen. Zwischen 1766 und 1789 befand sich in dem Gebäude die Zeichen- und Kupferstichschule der Akademie der bildenden Künste.
Die Fenster der beiden Hauptgeschoße besitzen abwechselnd segmentbogige und dreieckige Fensterverdachungen, die im 1. Obergeschoß ins Gesims übergreifen. Das pilastergewölbte Korbbogenportal wird mit einem von Vasen gerahmten Dreiecksgiebel bekrönt. Im Hof befindet sich ein Brunnen mit Löwenkopf aus der 1. Hälfte des 19. Jahrhunderts. Im Inneren wurde 1937 eine Statue der Maria Immaculata aus der 1. Hälfte des 18. Jahrhunderts aufgestellt.

### Nr. 9 Ehemaliges Annastöckl
Dieses Gebäude wurde 1440 erstmals urkundlich genannt und vermutlich 1663 als Mietshaus für fromme Witwen und Alleinstehende von den Ursulinen erworben, die in der Johannesgasse Kirche und Kloster besaßen. 1782 ist der Name Anna Stökl bezeugt.
Der viergeschoßige Barockbau um einen kleinen Rechteckhof stammt im Kern wahrscheinlich aus dem 17. Jahrhundert. Die Fassade wurde Mitte des 18. Jahrhunderts geschaffen und etwas später verändert. Das Rundbogenportal führt über eine stichkappengewölbte Durchfahrt in den Hof.

### Nr. 10 Nadasdysches oder Batthyánsches Haus
Das Gebäude wurde unter Einschluss eines mittelalterlichen Hauses und Bauteilen des Barock im 2. Viertel des 19. Jahrhunderts als Mietshaus erbaut. Die Fassade aus dem 19. Jahrhundert besteht aus der Sockelzone mit Putznutung, Lisenen und schmalen ornamentierten Relieffeldern, teilweise mit Masken. Das Rechteckportal mit Löwentürklopfern und Beschlägen ist ebenfalls aus dem 19. Jahrhundert, die tonnengewölbte tiefe Durchfahrt hingegen ist spätmittelalterlich. Die viergeschoßigen geschlossenen Pawlatschen im 1. Hof sind ein Werk des 19. Jahrhunderts, das Stiegenhaus im seitlichen Straßentrakt klassizistisch. Teile des Erdgeschoßes besitzen spätmittelalterlich-frühneuzeitliche Gewölbe, Teile des Kellers stammen ebenfalls aus dieser Zeit.

### Nr. 11 Zur schwarzen Katze
Das barocke Gebäude liegt an der Hauptadresse Seilerstätte 28.

### Nr. 12 Milosch-Haus
Das Gebäude stammt aus der Zeit um 1700 und besitzt eine Fassade aus der Mitte des 18. Jahrhunderts. Zwischen 1845 und 1852 wohnte Miloš Obrenović, der Begründer des serbischen Herrscherhauses, während seines Exils in dem Haus, das nach ihm genannt wird.
An der Fassade fallen vor allem die kräftigen Fensterverdachungen in den beiden Hauptgeschoßen und das Korbbogenportal auf. Die Durchfahrt ist stichkappengewölbt, im Hof befinden sich Pawlatschen.

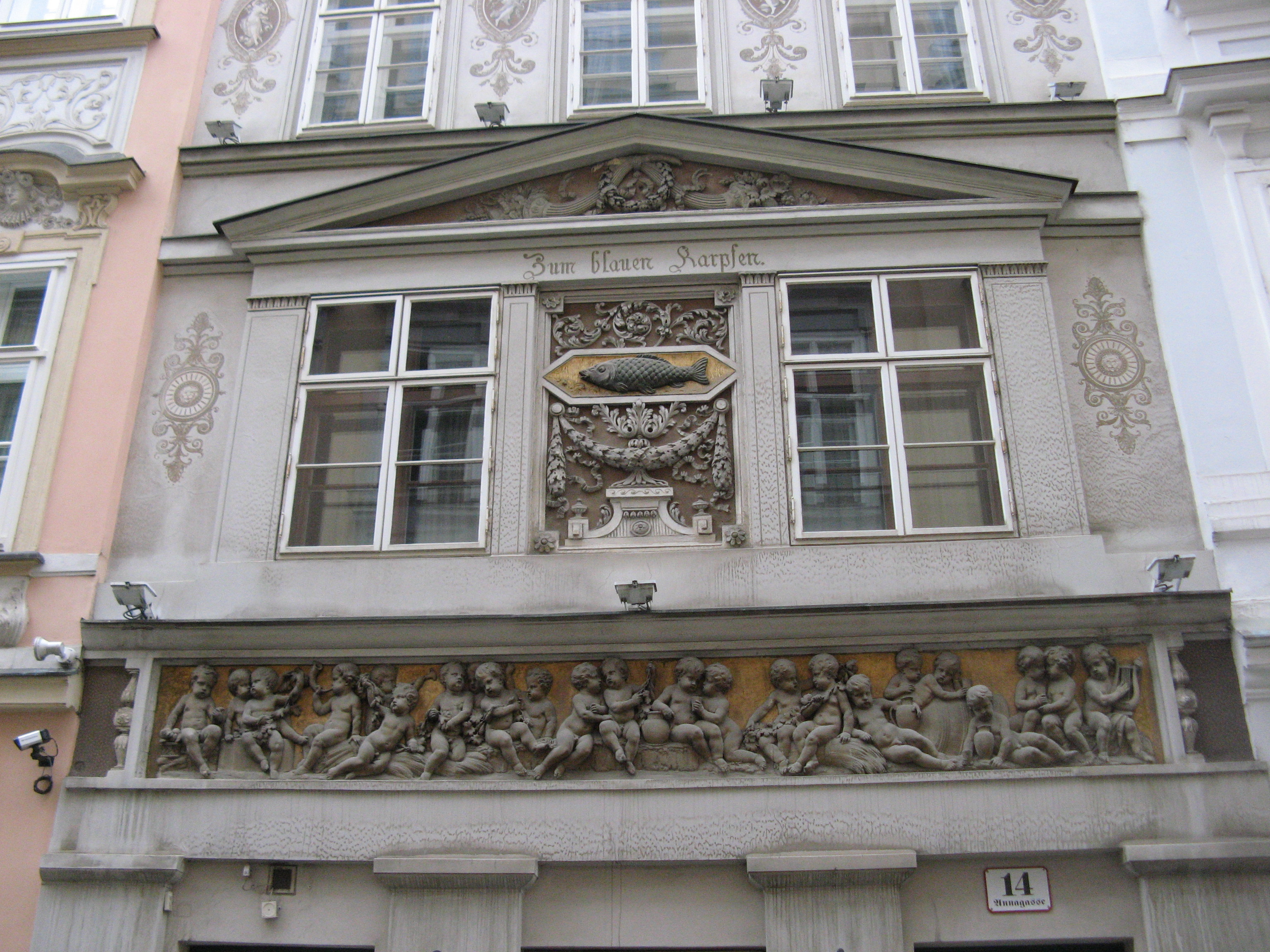
Zum blauen Karpfen

### Nr. 14 Zum blauen Karpfen
Bereits 1438 wird ein Haus an diesem Standort erwähnt. Seit etwa 1700 befand sich hier ein Bierhaus. Karl Ehmann baute das Gebäude 1824 um, indem er ein Geschoß aufstockte und die Fassade im Empirestil neu gestaltete. Josef Klieber schuf ein bemerkenswertes Amourettenfries. Das Hauszeichen stellt einen reliefierten blauen Karpfen dar, der sich unter einem Dreiecksgiebel mit Füllhörnern zwischen pilastergerahmten Fenstern befindet. Die Fassade ist außerdem reich durch ornamentale und figurative Malerei geschmückt.

### Nr. 16 Hotel Römischer Kaiser

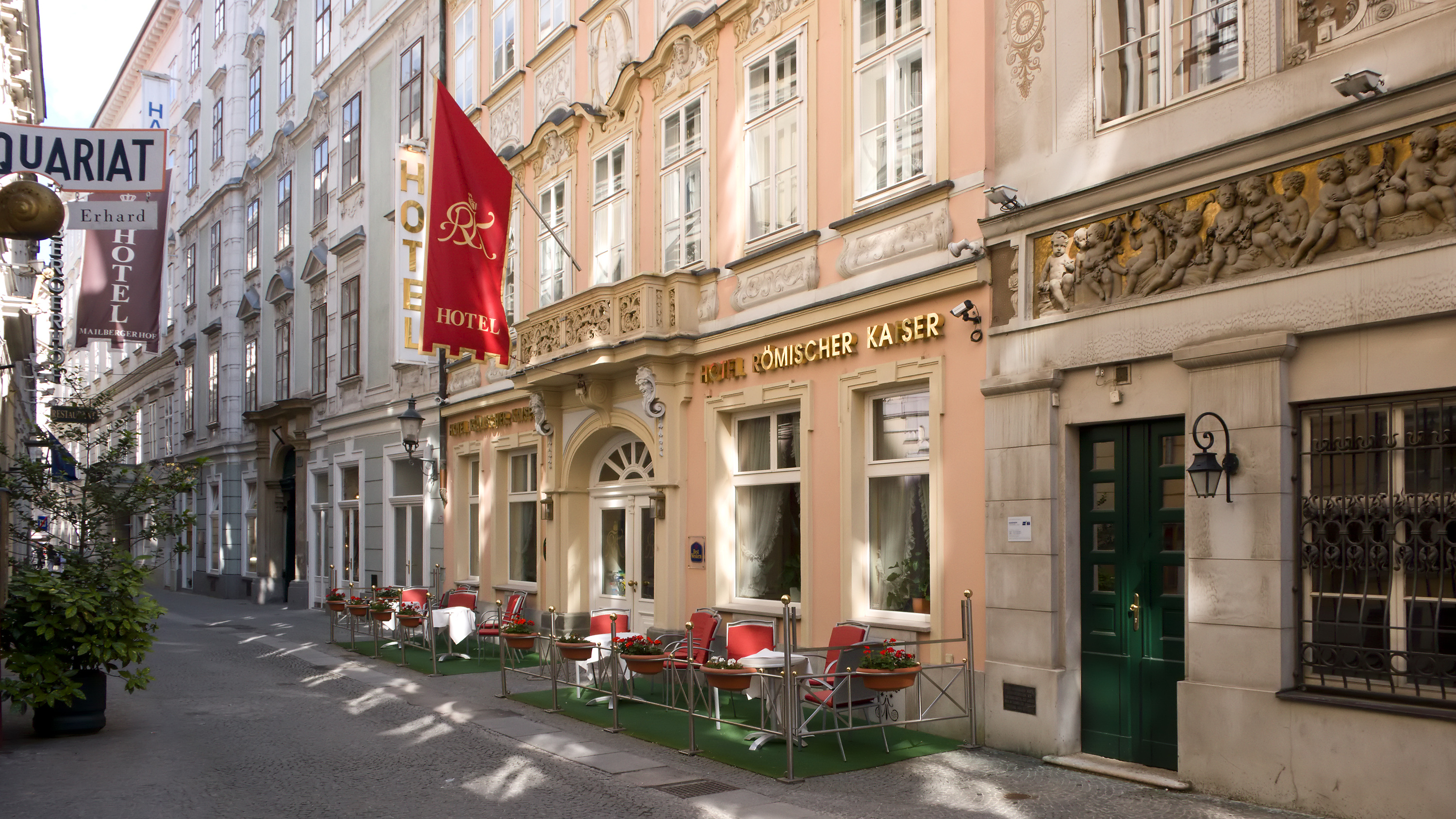
Hotel „Römischer Kaiser“

Das ehemalige Haus zur blauen Kugel wurde um 1700 erbaut. Zwischen 1718 und 1754 befand sich hier die kaiserliche Ingenieurschule. 1806 wurde Albert Camesina im Haus geboren, 1881 starb er ebenfalls hier. Seit 1907 ist das Haus ein Hotel.
Das fünfgeschoßige Gebäude um einen kleinen Hof besitzt eine Fassade mit dicht gesetzten Fensterachsen und reichem Putzdekor, bestehend aus Blattwerk, Muscheln, Masken und Köpfen. Über dem Korbbogenportal erhebt sich ein Balkon mit Steinbrüstung; darüber ist ein Putzmedaillon mit der Darstellung der Maria Immaculata zu sehen. Im 1. Obergeschoß sind zwei Flachdecken mit Stuck aus der Zeit um 1700 erhalten, im Turmaufsatz eine Stuckspiegeldecke.

### Nr. 18 Bürgerhaus
Das ehemalige Bürgerhaus stammt aus der 2. Hälfte des 17. Jahrhunderts und besitzt eine Fassade von 1720/30. Der sechsgeschoßige Bau um einen Hof hat an der Fassade betont kräftige, abwechslungsreich gestaltete Fensterverdachungen sowie Putzdekor. Das Korbbogenportal führt durch die kreuzgratgewölbte Durchfahrt in den Hof mit einem dreigeschoßigen Erker aus dem 19. Jahrhundert. Die Galerie Nebehay wurde 1972/73 von Herbert Thurner und Friedrich Euler gestaltet. Beeindruckend ist der viergeschoßige Keller mit zahlreichen stichkappentonnengewölbten Pfeilerhallen.

### Nr. 20 Haus der Musik

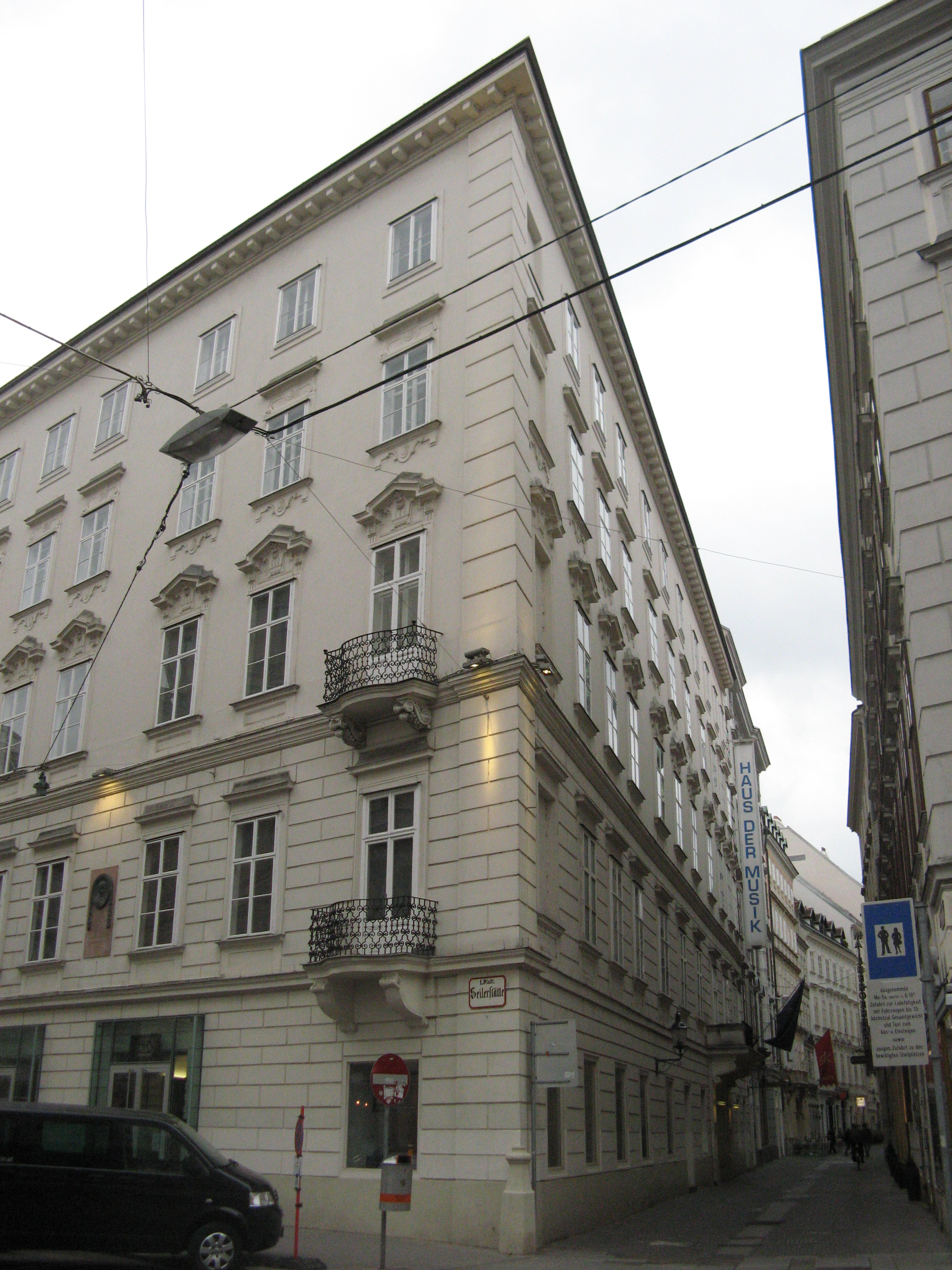
Haus der Musik

→ Hauptartikel Palais Erzherzog Carl
Das ehemalige Palais Erzherzog Carl-Ypsilanti beherbergt heute das Museum Haus der Musik. Es liegt an der Hauptadresse Seilerstätte 30. Das Portal in der Annagasse, mit Gurtbögen, getragen von Doppelsäulen, wird von einem auf Konsolen ruhenden Balkon überragt.